# El Molar, Madrid
El Molar är en kommun i Spanien. Den ligger i den autonoma regionen Madrid, i den centrala delen av landet, 30 km norr om huvudstaden Madrid. Antalet invånare är 10 052 (2024).